# Francie Lin
Pour les articles homonymes, voir Lin.
Francie Lin, née à Salt Lake City, est une romancière américaine d'origine taïwanaise, auteure de roman policier.

## Biographie
Francie Lin est diplômée de l'université Harvard. Elle travaille comme enseignante et journaliste artistique. Elle est critique littéraire pour le San Francisco Chronicle et le Los Angeles Times, puis rédactrice en chef adjointe de la The Threepenny Review (en) de 1998 à 2004. Elle reçoit une bourse du programme Fulbright à Taïwan pour les années 2001-2002.
En 2008, elle publie, The Foreigner, avec lequel elle est lauréate du prix Edgar-Allan-Poe 2009 du meilleur premier roman.
Elle est mariée avec l'historien et écrivain Stephen Platt (en).

## Œuvre

### Roman
- The Foreigner (2008)

## Prix et distinctions

### Prix
- Prix Edgar-Allan-Poe 2009 du meilleur premier roman pour The Foreigner[1]